# Thysanopyga nigricomata
Thysanopyga nigricomata là một loài bướm đêm trong họ Geometridae.